# Četiri mušketira (tenis)
"Četiri mušketira" naziv je za četiri francuska tenisača: Jeana Borotra, Jacquesa Brugnona, Henria Cocheta i Renéa Lacoste.
"Četiri mušketira" igrali su za francuski Davis Cup tim 1922. (Borotra i Cochet) i 1923. (Lacoste i Brugnon). Zajedno su napredovali u amaterskom tenisu i dominirali su svjetskom scenom s nekoliko pobjeda na Grand Slam-turnirima tijekom 1920-ih i prvom polovicom 1930-ih. Najpoznatiji su po šest uzastopnih pobjeda u Davis Cupu (1927. – 32.), kada su pobjeđivali reprezentacije SAD-a i Ujedinjenog Kraljevstva. U Davis Cup mečevima pobjeđivali su Amerikance Billa Tildena, Billa Johnstona i Ellswortha Vinesa, Britanca Freda Perryja, Australca Geralda Pattersona i Nijemca Gottfrieda von Cramma.  Cochet i Lacoste igrali su uglavnom pojedinačno, dok su Borotra i Brugnon češće igrali zajedno u paru.
Manje je poznat postojanje i "petog mušketira", Christiana Boussusa, koji je bio rezerva u pobjedničkoj francuskoj Davis Cup momčadi. Od sredine 1930-ih Boussus je aktivno sudjelovao u manje uspješnoj momčadi zajedno s Jeanom Borotraom.  
Četiri mušketira su uvedena zajedno 1976. u Međunarodnu kuću slavnih tenisa.